# Мордовский Шмалак
Мордовский Шмалак — село в Павловском районе Ульяновской области, в составе Шмалакского сельского поселения.
Население — 311 (2010) человек.

## История
Основано в XVII веке. 
Первоначально известно как Мордовский Шемалак или Мордовский Шамалак.  
В Списке населённых мест Российской империи по сведениям за 1859 год, упоминается как казённое сельцо Мордовский Шемалак Хвалынского уезда Саратовской губернии, расположенное при ключе Каменном, по тракту из города Хвалынска в квартиру второго стана и в Кузнецкий уезд, на расстоянии 75 вёрст от уездного города. В населённом пункте насчитывался 81 двор, проживали 262 мужчины и 267 женщин, имелся православный молитвенный дом. Рядом же находилась деревня Каменный Ключ, в которой в 40 дворах жило 143 мужчины и 171 женщина. 
Согласно переписи 1897 года в Шамалаке Мордовском проживали 816 жителей (392 мужчины и 424 женщины), из них православных — 814.
Согласно Списку населённых мест Саратовской губернии 1914 года село Мордовский Шемалак относилось к Старо-Чирковской волости, в селе проживали преимущественно бывшие государственные крестьяне, мордва, составлявшие одно сельское общество, к которому относилось 185 дворов, в которых проживали 550 мужчины и 565 женщин, всего 1115 жителей. В населённом пункте имелись 2 церкви и 1 церковно-приходская школа.

## География
Село находится в пределах Приволжской возвышенности, являющейся частью Восточно-Европейской равнины, у истоков реки Кадада (Илим), на высоте около 290 метров над уровнем моря. Село окружено полями. Рельеф местности холмистый. Почвы - чернозёмы.
Село расположено примерно в 15,5 км по прямой в северо-западном направлении от районного центра посёлка городского типа Павловка. По автомобильным дорогам расстояние до районного центра составляет 18 км, до областного центра города Ульяновска — 260 км. 
Часовой пояс
Мордовский Шмалак, как и вся Ульяновская область, находится в часовой зоне МСК+1. Смещение применяемого времени относительно UTC составляет +4:00.

## Население
Динамика численности населения по годам:
| Годы      | 1859 | 1897 | 1911 | 1989 | 2002 |
| --------- | ---- | ---- | ---- | ---- | ---- |
| Население | 529  | 814  | 1115 | ≈460 | 389  |

| 2010 |
| ---- |
| 311  |

Национальный состав
Согласно результатам переписи 2002 года мордва составляла 43 % населения села, чуваши - 37 %.

## Инфраструктура
СПК "Мордовско-Шмалакский", специализирующихся на выращивании разведении крупного рогатого скота, а также в ООО "Каменный ключ" (разведение зерновых и бобовых культур).